# Camellia dilinhensis
Camellia dilinhensis är en tvåhjärtbladig växtart som beskrevs av Ninh och V.D.Luong. Camellia dilinhensis ingår i släktet Camellia och familjen Theaceae. Inga underarter finns listade i Catalogue of Life.